# توني سانيه
توني سانيه (بالإنجليزية: Tony Sanneh)‏ (مواليد 1 يونيو 1971) هو لاعب كرة قدم. يلعب مع منتخب الولايات المتحدة الأمريكية لكرة القدم. سبق له أن لعب في كأس العالم لكرة القدم مع منتخب بلاده.

## روابط خارجية
- توني سانيه على موقع الاتحاد الدولي (مؤرشف)  (الإنجليزية)
- توني سانيه على موقع الدوري الأمريكي (الإنجليزية)
- توني سانيه على موقع قاعدة بيانات كرة القدم.إي يو (الإنجليزية)
- توني سانيه على موقع ناشيونال فوتبول تيمز (الإنجليزية)
- توني سانيه على موقع عالم كرة القدم.نت (الإنجليزية)
- توني سانيه على موقع كووورة